# Onychogomphus kitchingmani
Onychogomphus kitchingmani é uma espécie de libelinha da família Gomphidae.
É endémica de Zâmbia.
Os seus habitats naturais são: rios.